# Arsenio Martínez Campos
Pour les articles homonymes, voir Martínez.
 (décembre 2022).
Si vous disposez d'ouvrages ou d'articles de référence ou si vous connaissez des sites web de qualité traitant du thème abordé ici, merci de compléter l'article en donnant les références utiles à sa vérifiabilité et en les liant à la section « Notes et références ».
Arsenio Martínez-Campos Antón, né le 14 décembre 1831 et mort le 23 septembre 1900, est un militaire et homme d'État espagnol. L'épisode le plus célèbre de sa vie est le pronunciamiento de Sagonte qui le 29 décembre 1874 entraîna la chute de la Première République espagnole et marqua le début de la Restauration bourbonienne en Espagne.
En tant que militaire il participa à des guerres en Afrique, au Mexique, à Cuba, ainsi qu'à la dernière guerre carliste.

## Biographie
Il naît à Ségovie le 14 décembre 1831. En 1852 il intègre l'état major de l'armée. Il participe à la guerre d'Afrique (1859 – 1860) et à l'expédition anglo-hispano-française contre le Mexique en 1862, à diverses reprises sous les ordres de Joan Prim.
En 1868 la reine Isabelle II est détrônée. Un an plus tard il est envoyé à Cuba où vient de débuter la guerre des Dix Ans. Trois ans plus tard il revient en Espagne avec le grade de général de brigadier acquis au mérite. Il reçoit le commandement d'une brigade pour lutter en Catalogne contre les carlistes. En 1873, à la demande du président Nicolás Salmerón, il parvient à pacifier les cantons de Valence et Almansa
Le 2 janvier 1874, le général Manuel Pavía provoque la dissolution des Cortes, la fin de la Première République est proche.
Martínez Campos est partisan de la restauration des Bourbons sur le trône, mais au contraire de Cánovas del Castillo, il ne pense qu'elle puisse être le fruit d'actions politiques pacifiques.
Le 29 décembre 1874, le gouvernement décide de le condamner à l'exil en raison des forts soupçons qui pèsent sur lui. En étant informé, il fait semblant de se rendre à Ávila mais va directement à Sagonte, où des partisans d'Alphonse l'attendent pour qu'il lance son pronunciamiento, rejoints par la brigade de Segorbe sous le commandement de Luis Dabán. Martínez Campos forme une escouade avec plusieurs soldats et proclame le prince Alphonse, fils d'Isabelle II, Alphonse XII, roi d'Espagne. Le gouvernement, alors aux mains de Sagasta, ne s'oppose pas au pronunciamiento et accepte le nouveau roi.
Ce dernier confie à Martínez Campos le commandement des troupes qui luttent contre les carlistes en Catalogne et en Navarre. En mars 1875 il occupe Olot, le haut-lieu du carlisme en Catalogne, puis fait le siège d'Urgell, qui tombe en août. Le soulèvement carliste est sous contrôle le 19 novembre. L'armée centre désormais tous ses efforts sur la Navarre, dernier fief carliste. Le 28 février 1876 le roi entre à Pampelune en signe de réconciliation. Martínez Campos est promu capitaine général pour ses mérites dans le conflit.
Député aux Cortes pour le district de Sagonte aux élections de 1876, il renonce cependant à son siège en novembre pour être remplacé par Eduardo Castañón. La même année il est envoyé à Cuba et nommé capitaine général de l'île, au commandement des troupes qui luttent depuis près de huit ans contre les rebelles.
À la tête de 20 000 hommes il vainc les insurgés de Santiago de Cuba et de Las Villas. Peu après, se rendant compte qu'une guerre aussi longue avait considérablement affaibli les deux camps de belligérants et portait de fait un sérieux préjudice à l'île tout entière, il entame des négociations avec les insurgés dans un esprit de tolérance. Il déclare alors une amnistie générale pour tous ceux qui abandonneraient les armes et les rebelles, las de la guerre, commencent à cesser la lutte.
Le 7 février 1878, il a un entretien secret avec Vicente García González, le chef des insurgés, et il lui fait part de ses conditions pour mettre fin au conflit. Le 10 octobre le pacte de Zanjón est signé, et met fin à dix ans de guerre. Une plus large autonomie est accordée à Cuba et l'esclavage est aboli.

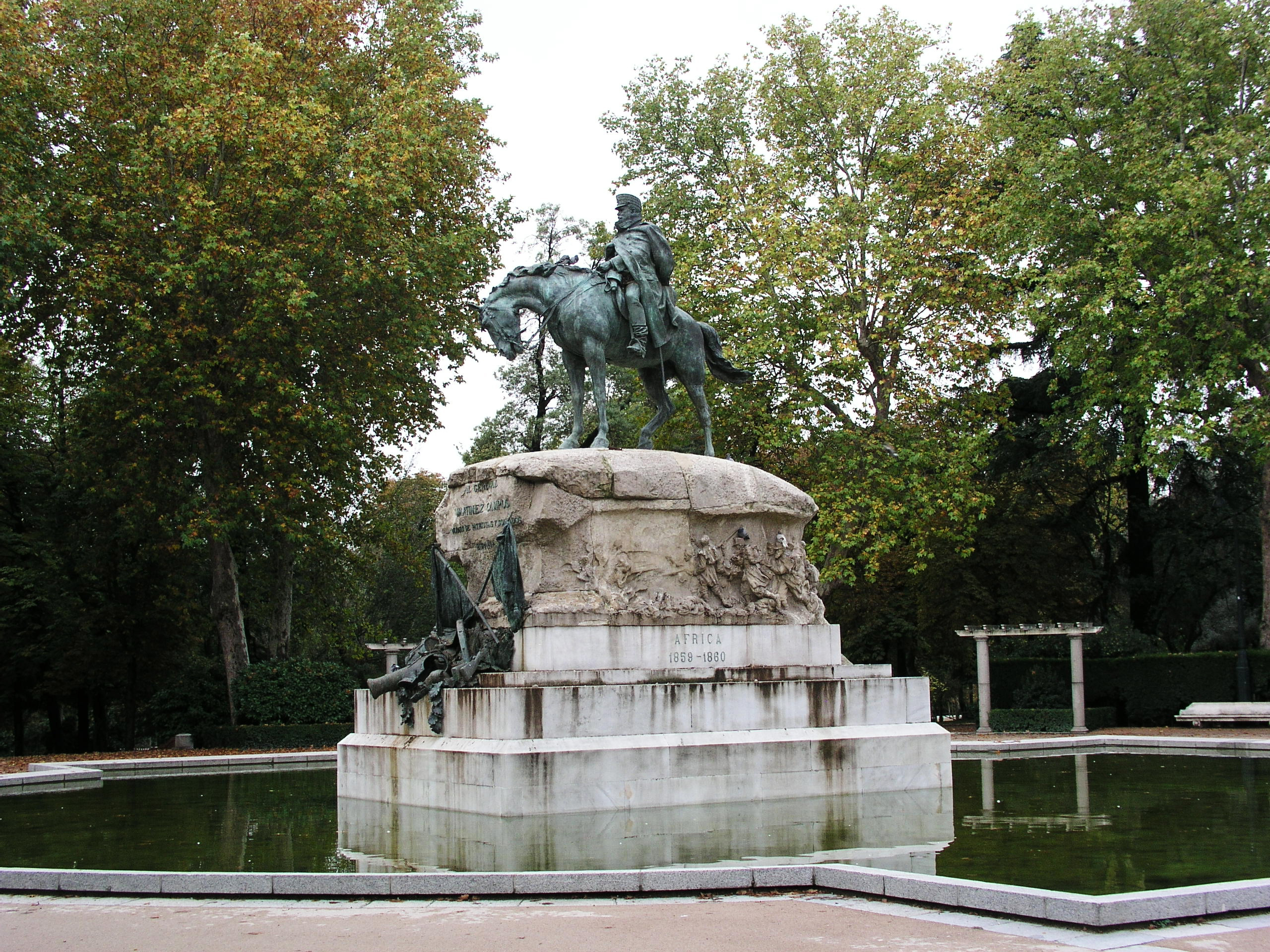
Monument à Martínez Campos dans le parc du Retiro à Madrid (M. Benlliure, 1907)

En 1879, il rentre en Espagne. À la demande de Cánovas il devient président du Conseil des ministres et ministre de la guerre sous la bannière du Parti conservateur. Il est remplacé le 9 décembre par Cánovas lui-même et, pensant avoir été instrumentalisé par ce dernier, rejoint le Parti libéral de Sagasta.
Il fait partie du gouvernement de ce dernier de 1881 à 1883 de nouveau comme ministre de la guerre. C'est à ce portefeuille qu'en 1882 il crée l'Academia General Militar (es) à Tolède dans laquelle il essaiera sans vraiment réussir d'offrir aux futurs officiers les enseignements les plus avancés de l'époque.
Capitaine général de Catalogne entre 1891 et 1893, il est victime à Barcelone d'un attentat anarchiste dont il sort indemne la dernière année de son mandat.
Depuis 1890, la tension augmente entre les troupes espagnoles de Melilla et les tribus rifaines. Le 2 décembre un groupe de soldats espagnols et plusieurs prisonniers travaillant à la construction d'un fort dans les alentours de la ville sont assassinés. La situation se dégrade jusqu'à ce que, les 27 et 28 octobre 1893, le fort de Cabrerizas Altas soit attaqué, incident au cours duquel le gouverneur militaire de Melilla, le général de division Juan García-Margallo meurt au côté de bon nombre de ses hommes. Le gouvernement espagnol organise immédiatement l'envoi d'une armée de 20 000 hommes menés par Martínez Campos.
Craignant la guerre, le sultan Hassan Ier envoie des troupes menées par son frère pour contrôler les tribus du Rif. Le 5 mars 1894 Martínez Campos signe avec le Sultan un traité mettant fin au conflit.
En 1895, la guerre éclate à nouveau et il est renommé gouverneur de Cuba, mais cette fois ses tentatives de pacification ne donnent pas de grands résultats et, tandis qu'il refuse de renforcer les mesures prises contre les insurgés, il est destitué l'année suivante par le général Valeriano Weyler et il rentre en Espagne.
Peu de temps après, il est nommé président du tribunal suprême de Guerre et Marine, un poste qu'il occupe jusqu'à sa mort le 23 septembre 1900 à Zarautz.